# Torre de la Sisa
La torre de la Sisa es uno de los torreones que guarnecían una de las puertas del recinto defensivo de la muralla de Daroca. Fue declarada monumento nacional junto con el resto del conjunto de fortificaciones de Daroca en resolución: 03/06/1931 Publicación: 04/06/1931.

## Descripción
Se trata de una torre de planta pentagonal, de escasa altura, construida en piedra sillar en dos terceras partes de la estructura y rematado en la parte superior en ladrillo, pudiendo corresponder esta última a un recrecimiento de la época de la Primera Guerra Carlista. Exteriormente tiene aspecto de fortín, con gran número de aspilleras. Junto a ella había una puerta con arco de medio punto, lo que hace pensar que tenía un uso de cuerpo de guardia, pero la citada puerta se derribó y quedó en su lugar una entrada a la ciudad en la zona de Barrio Nuevo.
En la actualidad se encuentra restaurado y se utiliza como albergue juvenil.